# Debito di finanziamento
In economia aziendale sono detti debiti di finanziamento o finanziamenti diretti, gli apporti di capitale che provengono da fonti esterne all'impresa come istituti di credito, banche, etc, allo scopo di sopperire alle necessità economiche della stessa, in particolare negli investimenti che vengono coinvolti nel processo produttivo. Esso si inserisce nella situazione patrimoniale dei finanziamenti che attingono al capitale di terzi.
| Controllo di autorità | GND (DE) 4018422-5 |